# Kammarhypertrofi
Kammarhypertrofi är en sjukdom som karaktärisereras av förstoring av musklerna i hjärtats kammare, till följd av att muskelcellerna har ökat i storlek, vilket får kammarväggen att bli tjockare. Kammarhypertrofi kan bland annat förekomma i samband med högt blodtryck eller hjärtsvikt, och beror då på att musklerna har fått arbeta extra hårt.
Hypertrofi i vänster kammare är vanligast, men det kan förekomma även i höger kammare eller i båda kamrarna.